# Abraham John Valpy
Abraham John Valpy (1787-1854) fue un impresor y editor de Inglaterra.
Nació en Reading, Inglaterra, y fue hijo del profesor Richard Valpy. Es recordado en relación con dos grandes trabajos en el departamento de la literatura clásica. Reediciones del Greek Thesaurus de Henry Estienne, del cual Edmund Henry Barker fue el máximo responsable; y de Delphin Classics en 143 volúmenes con notas variorum (sic), bajo la supervisión de George Dyer. Además fundó Classical Journal en 1810.